# Johnny Orr (cestista 1927)
John Michael Orr, detto Johnny (Taylorville, 10 giugno 1927 – Des Moines, 31 dicembre 2013), è stato un cestista e allenatore di pallacanestro statunitense, professionista nella NBA.

## Carriera
Venne selezionato dai Minneapolis Lakers nel Draft BAA 1948 e dai St. Louis Bombers nel Draft BAA 1949.

## Palmarès

### Allenatore
- Henry Iba Award (1976)